# Syndrome de Melkersson-Rosenthal
 Mise en garde médicale
Le syndrome de Melkersson-Rosenthal, ou chéilite granulomateuse, est une maladie orpheline débutant dans l'enfance ou au début de l'adolescence. Le syndrome associe des paralysies faciales récidivantes, un œdème facial persistant et des fissures linguales. Son incidence est estimée à 8 sur 10 000,.

## Histoire
Le premier cas a été décrit par Hubschman en 1894, sans établir la relation entre la triade de symptômes. Ce n'est qu'en 1928 que Melkersson identifie un lien entre la paralysie faciale et la macrochélilie, puis c'est Rosenthal qui découvrira la triade.

## Physiopathologie
Le syndrome s'inclut dans le cadre des neuropathies inflammatoires isolées des nerfs crâniens ; il s'agit d'une maladie inflammatoire.
L'étiologie reste inconnue, bien qu'une prédisposition héréditaire soit probable. La prévalence est également plus élevée chez les personnes d'origine méditerranéenne. D'autres suggèrent une cause infectieuse, notamment herpétique, une cause génétique, allergique ou encore endocrinienne. Il est aussi suspecté que la maladie serait un symptôme secondaire d'une autre pathologie comme la sarcoïdose ou la maladie de Crohn même si aucun association suffisamment forte n'ait été encore retrouvé,.

## Histoire naturelle
L'évolution se fait par poussées, entrecoupées de rémissions ; à long terme, les poussées laissent des séquelles. L'évolution spontanée des paralysies faciales est généralement très bonne, avec une récupération complète.

## Diagnostic

### Clinique
Le syndrome est défini par l'association d'une langue plicaturée, d'une macrochéilie (augmentation de volume des lèvres) ainsi que d'une paralysie faciale périphérique récidivante, uni ou bilatérale. 
Cette triade séméiologique est souvent incomplète et peut être accompagnée d'autres signes mineurs :
- signes fonctionnels :
  - asthénie intense ;
- signes physiques :
  - atteinte des autres paires crâniennes, se traduisant par un déficit sensitif ou moteur des territoires innervés ;
  - adénopathies.

### Paraclinique
L'examen anatomopathologique de biopsies réalisées dans les tissus atteints retrouve des granulomes inflammatoires épithélioïdes sans nécrose caséeuse, semblables à ceux observés en cas de sarcoïdose .

### Diagnostic différentiel
Le principal diagnostic différentiel à évoquer sur les données anatomo-pathologiques est la sarcoïdose.

## Traitement
Il n'y a pas de protocole officiel pour traiter ce syndrome. La plupart des symptômes disparaissent sans traitement, mais des traitements peuvent être utilisés pour limiter la fréquence et la durée des épisodes. Le traitement peut inclure des injections de corticoïdes, des AINS, des antihistaminiques ou encore des antibiotiques. Certains patients peuvent être traités temporairement avec des immunosuppresseurs, voir par chirurgie en cas de paralysie faciale récurrente persistante.

## Classification
Le syndrome de Melkersson-Rosenthal est classé au CIM-10 sous le titre G51.2 (Affections du nerf facial).